# Іґнатіе Дарабант
Іґнатіе Дарабант (рум. Ignațiu Darabant; 26 жовтня 1738, Віча — 31 жовтня 1805, Орадя) — румунський церковний діяч, василіянин, греко-католицький єпископ Ораді в 1789—1805 роках.

## Життєпис
Іґнатіе Дарабант народився 26 жовтня 1738 року в селі Віча на Мармарощині (тоді Габсбурзька монархія, нині Румунія). У червні 1765 року отримав священничі свячення у Василіянському Чині. Двічі був кандидатом на єпископський престол у Блажі.
30 березня 1789 року отримав від імператора Йосифа II номінацію на єпископа Ораді, а 3 лютого 1790 року Апостольський Престол потвердив цю номінацію. Єпископські свячення отримав 13 березня 1790 року. Головним святителем був фаґараський єпископ Йоан Боб.
Розпочав будівництво катедрального храму святого Миколая в Ораді: за його життя була побудована лише вежа, будівництво катедри завершив його наступник, єпископ Самуїл Вулкан. У 1792 році заснував єпархіальну семінарію.
Помер 31 жовтня 1805 року в Ораді.